# Beechworth
Beechworth (2 645 habitants) est une localité du comté d'Indigo à 284 km au nord-est de Melbourne au nord-est de l'État du Victoria en Australie.
Elle a atteint son apogée dans les années 1850 avec la découverte d'or dans la région. À l'heure actuelle la ville vit surtout du tourisme, ayant su garder ses anciens bâtiments et de la culture de la vigne.